# 의료화

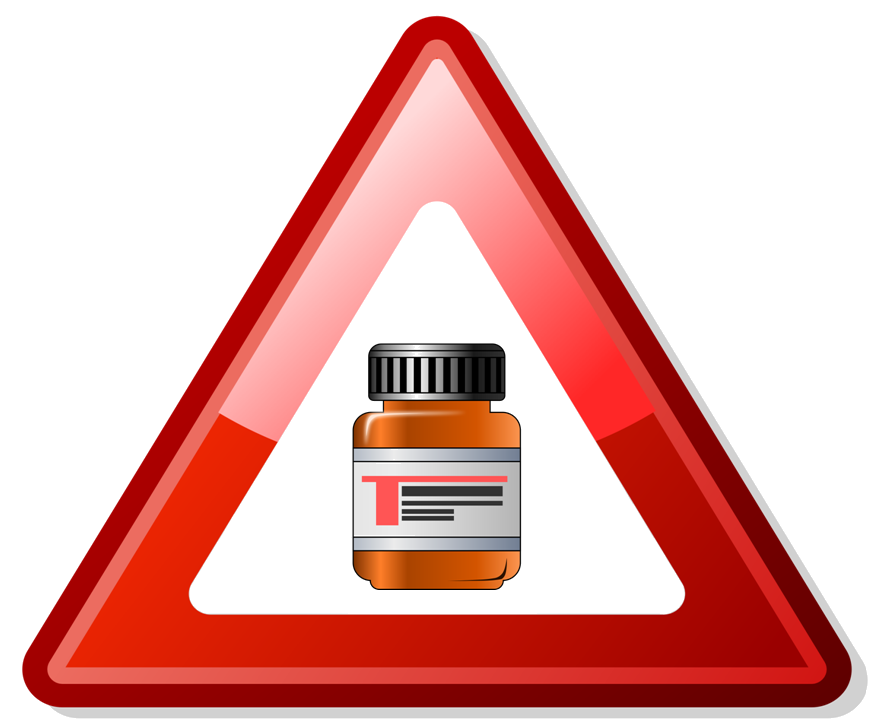

의료화(medicalization)은 특정한 문제에 대하여 의학의 틀을 적용하여 판단하고 개입하려는 개념을 의미한다. 의료화가 진행되면서 개인 또는 사회, 기타 다양한 층위의 특정 항목을 의학의 맥락에서 정의하고 기술된다. 의료화는 종교, 사법, 교육, 가족 등 다양한 사회현상이 의료현상으로 재설정되는 역사적 변동 과정을 포함한다.  이러한 과정에서 의학과 연관이 없던 현상들이 의료적인 대상(예를 들어 질병이나 장애와 같은)으로 재정의되고, 의료적 대처나 의학적 개입이 필요한 상태로 변화하게 된다.

## 참고 서적
- Peter Conrad (2007), 《어쩌다 우리는 환자가 되었나》 (정준호 역), 후마니타스. ISBN 9788964373125 (원제: The Medicalization of Society)
- Christopher Lane (2007), 《만들어진 우울증》 (이문희 역), 한겨레출판. ISBN 9788984313569 (원제: Shyness: How Normal Behavior Became a Sickness)
- Barbara Ehrenreich (2018), 《건강의 배신》 (조영 역), 부키. ISBN 9788960517196 (원제: Natural Causes: An Epidemic of Wellness, the Certainty of Dying, and Killing Ourselves to Live Longer)

## 같이 보기
- 생의료화
- 건강문해력
- 대체의학
- 보건사회학
- 의료모델
- 생물정신의학 논쟁